# 马维茂
马维茂，中华人民共和国政治人物、外交官。
1996年，接替陶苗发，担任中华人民共和国驻阿尔巴尼亚大使。1999年，由左福荣接任。